# Colegio Oficial de Ingenieros Aeronáuticos de España
El Colegio Oficial de Ingenieros Aeronáuticos de España (COIAE), es una corporación de derecho público amparada por la Constitución, con estructuras democráticamente constituidas, de carácter representativo y personalidad jurídica propia. Con excepción de los ingenieros aeronáuticos sometidos al régimen funcionarial que desarrollen sus actividades exclusivamente en el seno de las Administraciones públicas, todos los licenciados en aeronáutica que ejerzan la profesión dentro del ámbito territorial de España en cualquiera de sus modalidades tienen obligación de estar colegiados en su colegio profesional.

## Historia
El 2 de junio de 1966 se publica la orden del 24 de mayo de ese mismo año del Ministerio del Aire que dispuso la creación del Colegio Oficial de Ingenieros Aeronáuticos, cuyo ámbito comprende la totalidad del territorio español.
En diciembre de 2017 se genera una polémica al oponerse el Colegio Oficial de Ingenieros Aeronáuticos de España al cambio de denominación del Colegio Oficial de Ingenieros Técnicos Aeronáuticos, a Colegio de Ingenieros Aeroespaciales y de Ingenieros Técnicos Aeronáuticos, al considerar que en base a la legalidad española vigente, no existe la profesión de ingeniero aeroespacial, "ni siquiera existe el título". Por tanto, ninguna entidad puede utilizar dicho término en su denominación.
El 3 de diciembre de 2015, la por entonces ministra de Fomento, Ana Pastor, acudió a la celebración del 50 aniversario del colegio.

## Sedes
La sede central actual del Colegio Oficial de Ingenieros Aeronáuticos de España se encuentra situada en las instalaciones de la Asociación de Ingenieros Aeronáutcos de España (AIAE), en la Calle Francisco Silvela, nº 71 en Madrid. 
- Sede norte: Sede AIAE en la calle Juan de la Cierva n.º 1 de Miñano en Alava.
- Sede sur: Escuela Superior de Ingenieros de Sevilla, en el Camino de los Descubrimientos en la Isla de la Cartuja.

Sus delegaciones en Cataluña, Levante, Canarias, Baleares, Galicia y Tolousse no cuentan con sede social.

## Representación
Corresponde al Colegio Oficial de Ingenieros Aeronáuticos de España la representación exclusiva de la profesión, la defensa de los intereses profesionales de los colegiados y el asesoramiento a la sociedad y poderes públicos sobre el desarrollo del sector dentro de su ámbito estatal de actuación (España)

## Fines
A efectos de representación le corresponden cuantas funciones le atribuya la legislación vigente en cada momento y especialmente las siguientes:
- Ostentar la representación y la defensa de la profesión ante la Administración, Instituciones, Tribunales, entidades y particulares, con legitimación para ser parte de cuantos litigios afecten a los intereses profesionales y ejercitar cuantos derechos le sean reconocidos por la legislación vigente en cada momento.
- Llevar a cabo cuantas actuaciones sean necesarias o convenientes al efecto de contribuir al fomento y desarrollo de la aeronáutica y tecnologías relacionadas, y de la profesión de Ingeniero Aeronáutico en sus aspectos profesionales, económicos, sociales y cualesquiera otros.
- Ejercer cuantas funciones le sean encomendadas por la Administración y colaborar con esta mediante la realización de estudios, informes, dictámenes, peritaciones, elaboración de estadísticas y otras actividades relacionadas con sus fines, que puedan serle solicitadas o acuerde formular por propia iniciativa.
- Visar los trabajos profesionales de los colegiados conforme a lo dispuesto en los Estatutos y Reglamento.
- Ordenar la actividad profesional de los colegiados, velando porque se ejerza conforme a las normas de la libre competencia, el ordenamiento jurídico general, la ética y dignidad profesionales y por el respeto debido a los derechos de los particulares, y ejercer la facultad disciplinaría en el orden profesional y colegial.
- Crear servicios y adoptar medidas conducentes a facilitar a los colegiados el ejercicio de la profesión, así como los medios de defensa que puedan requerir con ocasión o motivo del recto ejercicio de la misma.
- Facilitar a los Tribunales, conforme a las leyes, la relación de colegiados que pudieran ser requeridos para intervenir como peritos en los asuntos colegiados o designarlos por sí mismo, según proceda, y llevar a cabo la misma actuación respecto de la Administración o los particulares, en la forma que en cada caso se requiera o sea procedente.
- Promover la creación de entidades que tiendan directamente al fomento, desarrollo de la aeronáutica y defensa de los derechos o intereses de la profesión de Ingeniero Aeronáutico o participar en las mismas, sin que ello pueda suponer intromisión alguna en la actividad profesional de los colegiados.
- Todas aquellas otras que redunden directa o indirectamente en beneficio de la aeronáutica española y de los intereses de la profesión de los colegiados.

## Órganos de gobierno
Los órganos de gobierno del Colegio Oficial de Ingenieros Aeronáuticos de España son:
- Decano.
- La Junta Directiva.
- La Junta General.

### Junta directiva
La Junta Directiva en su totalidad es elegida por votación directa, secreta y no delegable. Todos los nombramientos de cargos de la Junta Directiva tendrán un mandato de actuación de cuatro años.

## Decanos del COIAE
Desde su creación y hasta el día de hoy han sido decanos del colegio los siguientes ingenieros aeronáuticos:
- (mayo de 1965 - octubre de 1968) Manuel Sendagorta Aramburu
- (octubre de 1968 - abril de 1972) Gregorio Millán Barbany
- (abril de 1972 - octubre de 1974) Ramón Bustelo Vázquez
- (octubre de 1974 - octubre de 1976) Manuel Abejón Adámez
- (octubre de 1976 - febrero de 1979) Eugenio Lallemand Abella
- (febrero de 1979 - febrero de 1981) José Luis López Ruiz
- (febrero de 1981 - febrero de 1983) Francisco Laverón Iturralade
- (febrero de 1983 - febrero de 1989) José Manuel Chicot Urech
- (febrero de 1989 - abril de 1997) Carlos de Andrés Ruiz
- (abril de 1997 - marzo de 1998) Julio Rodríguez Carmona
- (marzo de 1998 - marzo de 2002) Carlos de Andrés Ruiz
- (marzo de 2002 - junio de 2006) Fernando de la Malla García
- (junio de 2006 - febrero de 2010) Antonio Martín-Carrillo
- (febrero de 2010 - julio de 2013) Felipe Navío Berzosa
- (febrero de 2014 ----) Estefanía Matesanz Romero

## Archivo histórico
A la muerte de Emilio Herrera su archivo personal es conservado por sus herederos, que crean la Fundación Emilio Herrera Linares. El 24 de marzo de 1998 se firma un convenio por el que el archivo es depositado en la Biblioteca de la Escuela Técnica Superior de Ingenieros Aeronáuticos para su conservación, descripción y difusión. En marzo de 2003 este convenio se rompe y la Fundación Herrera firma otro con el Colegio Superior de Ingenieros Aeronáuticos, por el cual el archivo queda depositado, con los mismos objetivos, en el Archivo Histórico de la Ingeniería Aeroespacial.
Otras colecciones de particulares y empresas con memorias, planos, informes o folletos de CASA o Hispano-Suiza, así como otros documentos sobre distintos proyectos aeronáuticos constituyen fondos están abiertos a los investigadores.